# احمد برمان
احمد برمان (انگلیسی: Ahmed Barman؛ زادهٔ ۵ فوریهٔ ۱۹۹۴) ورزشکار فوتبال اهل امارات متحده عربی است.
از باشگاه‌هایی که در آن بازی کرده‌است می‌توان به باشگاه فوتبال العین اشاره کرد.